# Ford Puma (1997)
Ford Puma este un coupé mic cu trei uși care a fost produs de Ford Europe din septembrie 1997 până în iulie 2002. Puma a fost construit exclusiv la uzina Ford Niehl din Köln, Germania.
Ford Puma urmează indicațiile comune de design cu alte mașini Ford la acea vreme și face parte din familia de vehicule New Edge.